# Gauche alternative
La gauche alternative est une composante de la gauche proposant une alternative à la gauche de gouvernement.
Selon Fabien Escalona, chercheur à Sciences Po Grenoble, l'Europe connaît dans les années 2010 une « résurgence de la gauche alternative » accélérée par la crise de l'union monétaire. Cette gauche alternative, incarnée notamment par des mouvements comme Podemos en Espagne et SYRIZA en Grèce, demande non seulement un abandon de la politique d'austérité mais également un renouveau démocratique, ce qui constitue selon le chercheur une nouvelle forme de contestation de la gauche de gouvernement, différente de celle portée dans les décennies précédentes par les communistes et les écologistes.
En 2010, la revue Savoir/Agir classe dans la gauche alternative italienne tous les partis à gauche du Parti démocrate. Ces partis sont de gauche radicale et ont pour point commun la volonté de dépasser le capitalisme. La revue cite par exemple le Parti de la refondation communiste, mais note qu'il existe aussi des positions alternatives dans les composantes critiques du Parti démocrate et du parti Italie des valeurs.
En 2015, Le Figaro classe dans la gauche alternative française le Parti de gauche, le parti communiste, les écologistes d'Europe Écologie Les Verts, ainsi que Arnaud Montebourg du parti socialiste,. En 2016, alors que François Hollande est à la tête de l’État, les déçus de la gauche au pouvoir tentent de se rassembler dans une coalition comportant les frondeurs du Parti socialiste, les communistes et les écologistes d'EELV dans la perspective des élections présidentielles de 2017. Le parti communiste appelle à une « candidature commune de gauche alternative », mais se heurte à une division interne sur le choix du candidat unique ,,. Jean-Luc Mélenchon, candidat de La France insoumise, fait cavalier seul, n'ayant pas le soutien du parti communiste et refusant de participer à la primaire organisée par le parti socialiste et les écologistes. Puis Mélenchon finit par faire une quasi-unanimité au sein des partis de la gauche alternative.